# Emil Juracka
Emil Juracka (Viena, 11 de junho de 1912 - 21 de fevereiro de 1944) foi um handebolista de campo austríaco, medalhista olímpico.
Fez parte do elenco vice-campeão olímpico de handebol de campo nas Olimpíadas de Berlim de 1936, atuando em três partidas.